# McConnelsville
McConnelsville é uma vila localizada no estado norte-americano de Ohio, no Condado de Morgan.

## Demografia
Segundo o censo norte-americano de 2000, a sua população era de 1676 habitantes.
Em 2006, foi estimada uma população de 1735, um aumento de 59 (3.5%).

## Geografia
De acordo com o United States Census Bureau tem uma área de
4,8 km², dos quais 4,6 km² cobertos por terra e 0,2 km² cobertos por água. McConnelsville localiza-se a aproximadamente 249 m acima do nível do mar.

## Localidades na vizinhança
O diagrama seguinte representa as localidades num raio de 24 km ao redor de McConnelsville.